# Coventry Carol
Coventry Carol è una celebre carola natalizia tradizionale, originaria dell'Inghilterra e databile intorno al XVI secolo. Di autore anonimo, venne trascritta da Robert Croo nel 1534 e pubblicata per la prima volta nel 1591; la melodia originale del XVI secolo fu, in seguito, riveduta da Thomas Sharp nel 1825.
Il canto, che viene tradizionalmente intonata a “cappella”, fa parte della rappresentazione della Strage degli Innocenti (Vangelo di Matteo, 2, 16 – 18; ricorrenza: 28 dicembre), che – insieme ad altri episodi del Vangelo – veniva tradizionalmente messa in scena dalla corporazione dei sarti e dei tosatori di Coventry (Inghilterra meridionale) nel dramma intitolato  The Pageant of the Shearmen and Tailors  (= “Spettacolo teatrale dei tosatori e dei sarti”).

## Testo
Il testo parla di una parte dell'episodio della Strage degli Innocenti, ovvero quella in cui alcune donne cercano di calmare i propri figli perché non vengano uditi dall'esercito di Erode il Grande:

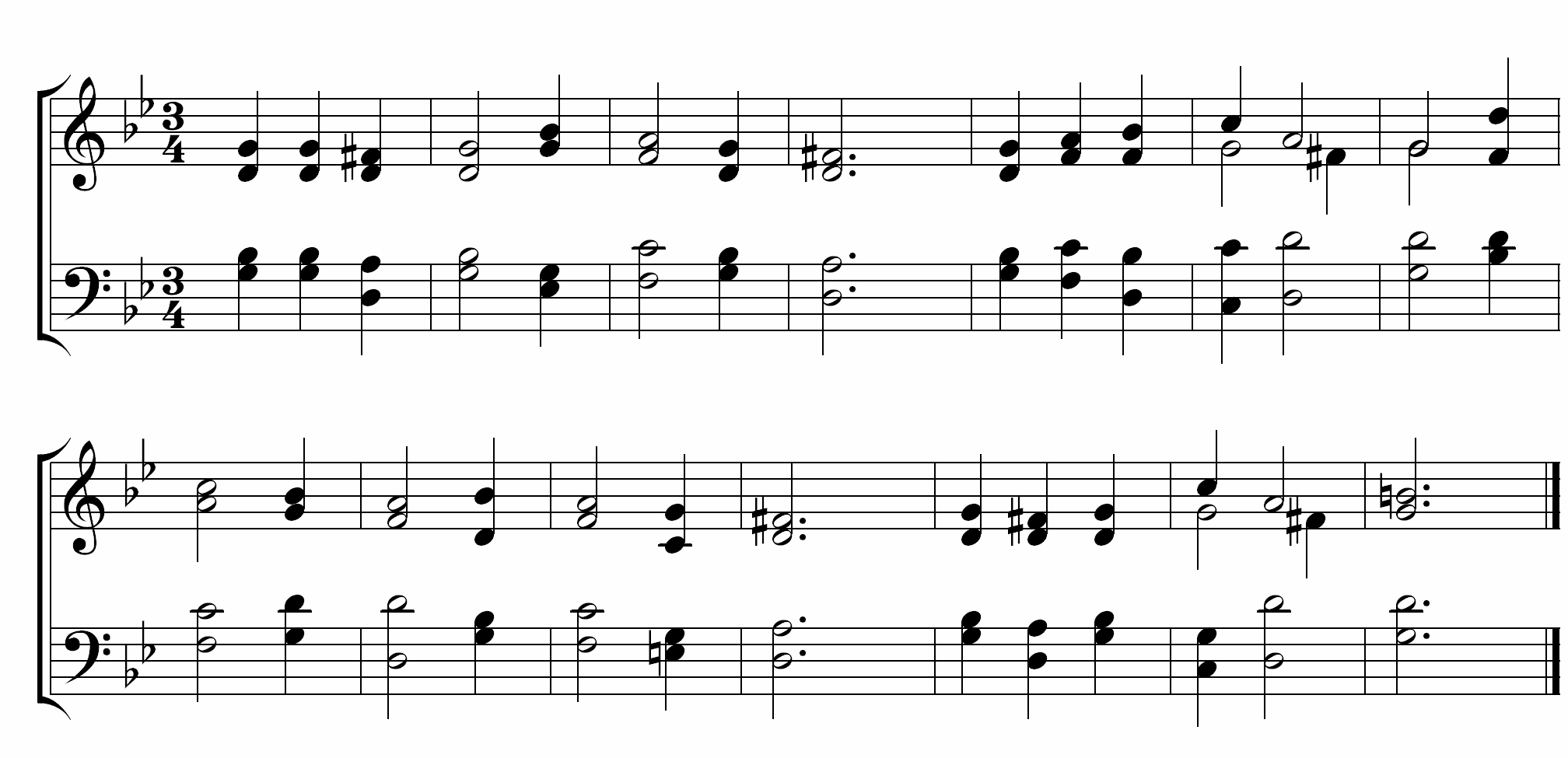
Lo spartito del brano

Lully, lullay/lulla, Thou little tiny Child,
Bye, bye, lully, lullay.
Lullay, thou little tiny Child,
Bye, bye, lully, lullay.
O sisters too, how may we do,
For to preserve this day
This poor youngling for whom we do sing
Bye, bye, lully, lullay.
Herod, the king, in his raging,
Charged he hath this day
His men of might, in his own sight,
All young children  to slay.
That/Then woe is me, poor Child for Thee!
And every mourn and day/sigh/may/say
For thy parting neither say nor sing,
Bye, bye, lully, lullay.